# Pinnacle Studio
Pinnacle Studio är ett videoredigeringsprogram för hemanvändare, utvecklat av företaget Pinnacle Systems, som numera är en del av Avid.

## Versioner
Pinnacle Systems har även en semiproffsversion som heter Liquid Edition (numera Avid Liquid Edition) och i och med samgåendet med Avid har man hela linjen från proffsprogram till lågprisprogram.
Pinnacle Studio finns i två versioner, en som har suffixet "Plus". Prisskillnaden är liten. Versionen utan plus har enbart ett videospår (och andra spår för titel och ljud) vilket ger små möjligheter.
Pinnacle Studio 9 Plus och uppföljaren 10 Plus har två videospår (Video Track, Overlay Track), ett titelspår (Title Track), samt två extra ljudspår (Sound Effect Track, Music Track). Titelspåret kan även innehålla grafik, men hanteras på ett speciellt sätt. Till skillnad från andra redigeringsprogram, som Sony Vegas så är man mycket begränsad i antalet spår, men dessa täcker mer än väl de flesta användningsområden. Det finns även Ultimate-utgåvor där det följer med en duk för chroma key. Ultimate är den dyraste versionen av Pinnacles redigeringsprogram.
En skillnad mellan Pinnacle Studio 9 Plus och 10 Plus och att den nya versionen har så kallade keyframes för att bättre kunna kontrollera timing av videoeffekter. Exempelvis om en rubrik ska följa en rörelse i videon, sätter man ut keyframes och positioner, varvid övriga positioner beräknas. Utan key-frames blir det i detta fall en rät linje med start- och slutposition. Det har kommit utgåvor som är avsedda för högtider och årstider.
År 2009 kom Pinnacle Studio HD 14, vilken stödjer redigering för HD (High Definition).